# Isfjord radio

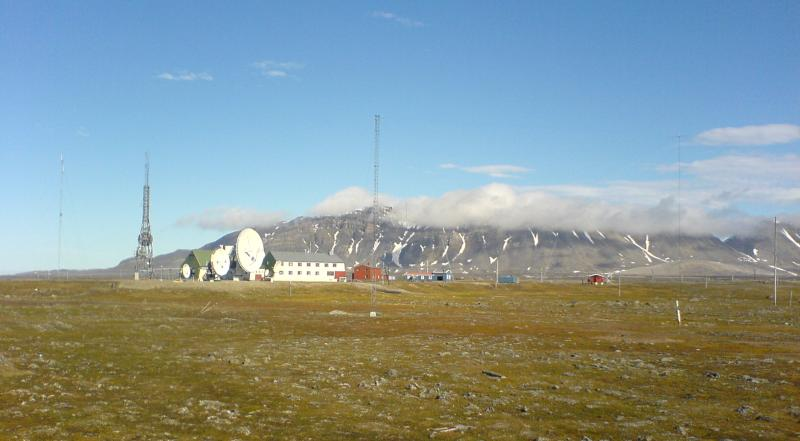
Isfjord radio sedd från väster, juli 2005.

Isfjord radio är en av två norska kustradioanläggningar på Spetsbergen i Svalbard, vilken inrättades 1933. Isfjord radio ligger ytterst vid Isfjorden, på Kap Linné. Stationen är numera automatiserad och fjärrstyrd från Telenor Maritimes Kystradio Nord, tidigare Bodø radio. Byggnaderna, som tidigare tillhörde radiostationen, utnyttjas numera vintertid för turistövernattning. Om sommaren är byggnaderna för det mesta inte i bruk, bortsett från för enskilda kurser i regi av Universitetscentret på Svalbard. Den andra kustradioanläggningen är den tidigare etablerade Svalbard Radio, vilken också den numera sköts med fjärrstyrning från Kystradio Nord i Bodø.

## Historik
År 1911 etablerade Telegrafvesenet en kustradiostationen Spitsbirgen Radio i Green Harbour, längre in i Grønfjorden, vilken betjänade de nordligaste delarna av Atlanten. Spitsbergen Radio, då omdöpt till Svalbard Radio, flyttade till Longyearbyen 1930. Isfjord radio upprättades några år senare på begäran av Sovjetunionen. Bakgrunden var de vanskliga is- och väderförhållandena, vilka kunde skapa problem för fartygstrafiken till gruvsamhällena vid Isfjorden. En sovjetisk skeppsförlisning var den utslagsgivande orsaken till att en bemannad radiostation med ett fyrtorn kom på plats under 1930-talet.
Under mellankrigstiden fanns det här en huvudbyggnad, en barack, en smedja, en lagerbyggnad och ett båtskjul. Dessa övertogs av staten 1933. När Svalbard evakuerades 1941, revs eller brändes byggnaderna. Tidigt efter kriget byggdes  radiostationen upp igen på samma plats. År 1958 byggdes stationen ut med en ny huvudbyggnad och ett nytt generatorrum. 
Telenor sålde 2006 byggnaderna till Store Norske Spitsbergen Kulkompani A/S, som hyr ut dem till ett turistföretag för övernattningar. Telenor har fortsatt att ha en vanlig VHF-kustradiostation på platsen. I september 2011 monterade Telenor Maritim Radio upp en ny kustradiosändare på Isfjord Radio för sändning av väder- och israpporter på långvåg 518 kHz, NAVTEX, till fartyg runt om och norr om Svalbard. Detta är den tredje antenninstallationen i ordning och gör åter Isfjord radio till en viktig sändarlokal för kustradio i Nord-Atlanten.

## Fotogalleri

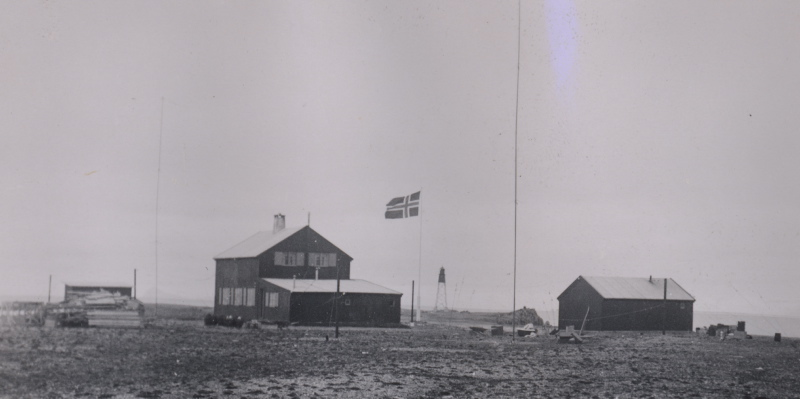
Isford radio 1933
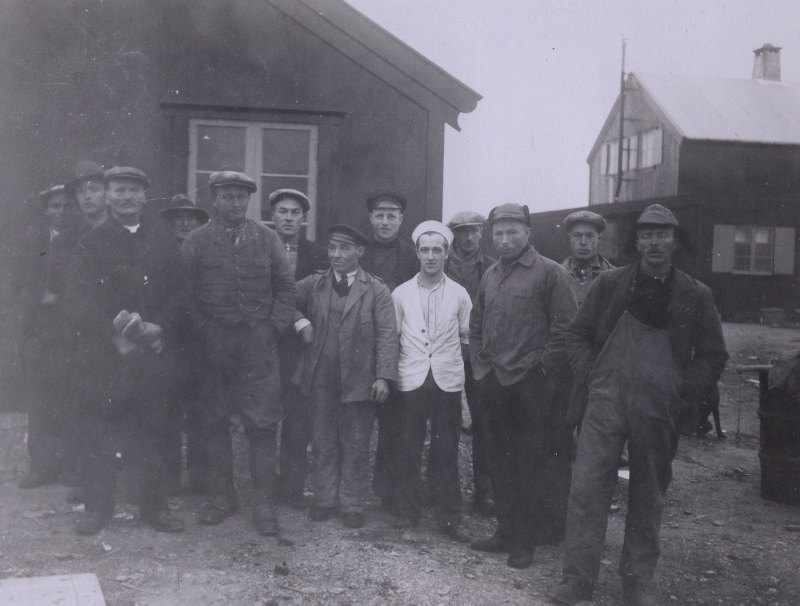
Isfjords byggnadsarbetare 1933
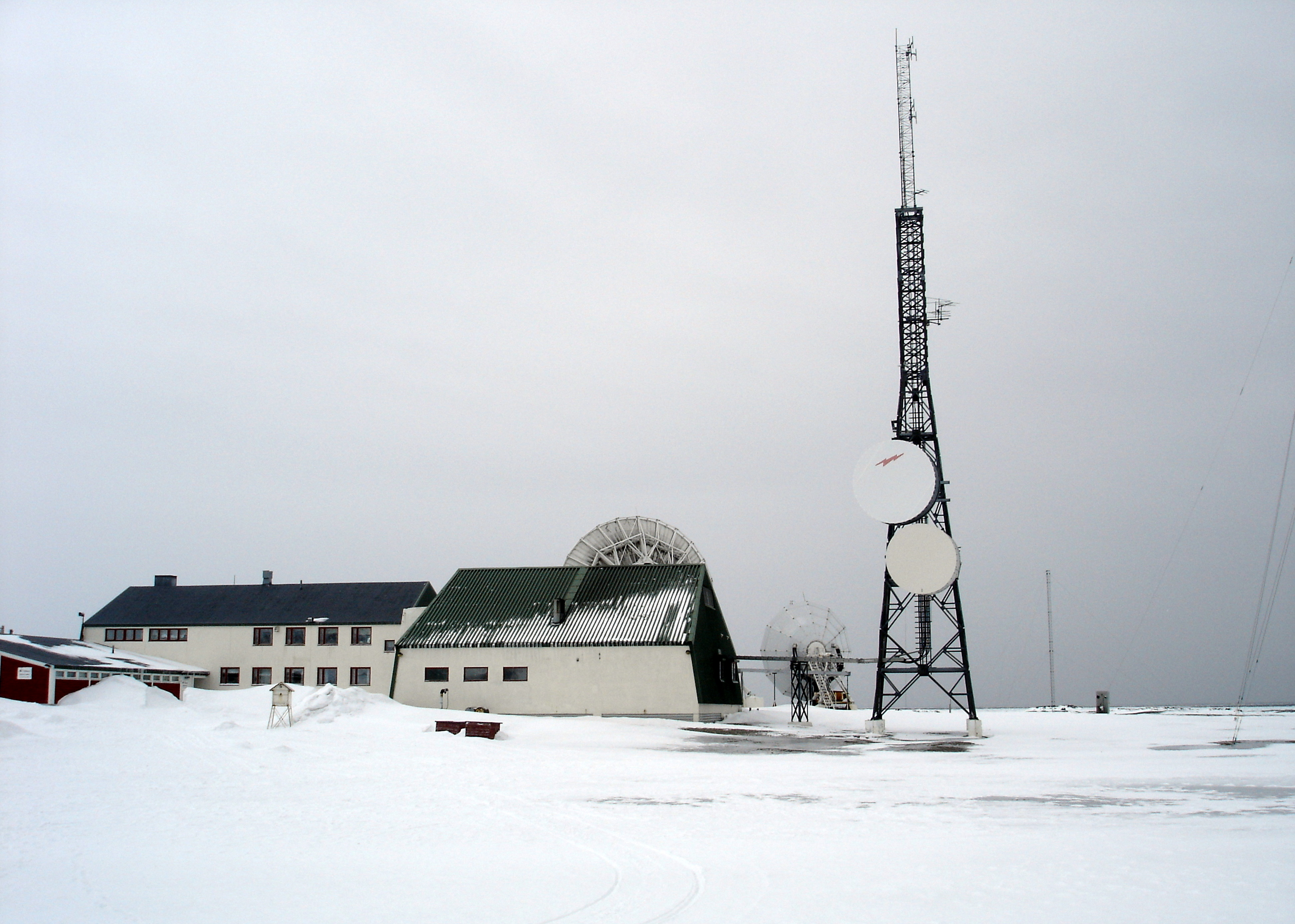
Radiostationen